# Gordon Bess
Pour les articles homonymes, voir Bess.
Gordon Bess (né le 12 janvier 1929 à Richfield et mort le 24 novembre 1989) est un auteur de bande dessinée américain. De 1947 à 1956, il appartient au corps des Marines des États-Unis, pour lequel il réalise divers affiches, posters et dessins. Son œuvre la plus connue est le comic strip La Tribu terrible (anglais : Redeye), qu'il a créé en 1967 par le King Features Syndicate et animé jusqu'à l'année précédant sa mort.
Publiée dans Tintin de 1969 à 1988, La Tribu terrible avait une certaine popularité auprès du lectorat du magazine. Le recueil de gags publié par Le Lombard en 1975 a d'ailleurs obtenu le prix de la Meilleure œuvre comique étrangère au festival d'Angoulême 1976.